# Marita Lindgren-Fridell

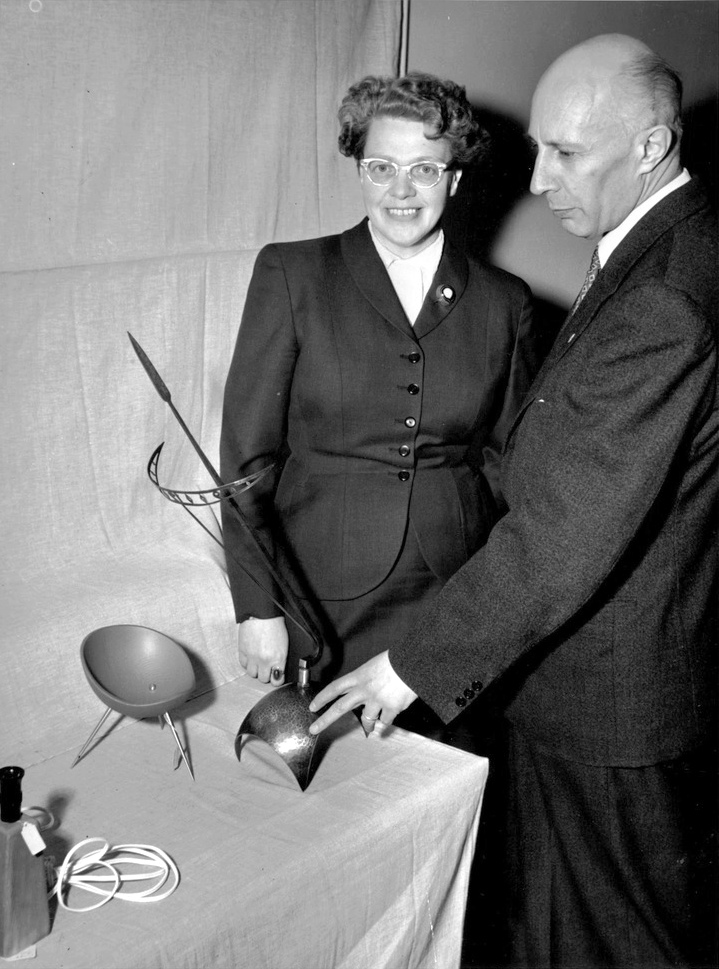
Doktor Marita Lindgren-Fridell och konsulent Torsten Philipson beundrar två vackra slöjdsaker på Fredhälls folkskola.

Ann Marita Lindgren-Fridell, född 30 september 1910 i Västerås, död 12 augusti 1997 i Uppsala, var en svensk konstvetare, konstpedagog och manusförfattare.
Lindgren Fridell är gravsatt i minneslunden på Berthåga kyrkogård i Uppsala.

## Filmmanus
- 1944 – Prins Gustaf